# ベレステーチコ (ヴォルィーニ州)
ベレステーチコ（ウクライナ語: Берестечко）はウクライナのヴォルィーニ州ホローヒウ地区にある都市。スティール川の河岸に位置する。都市の高さは海抜191 mである。面積は1.98 km²。人口は1,630人 (2022年1月1日)。
ベレステーチコは1445年6月1日に創建された。1547年に自治権を獲得した。1940年に市制施行された。
市内ではホローヒウ駅がある。首都キエフまでの直線距離は385 km、車道で437 kmとなっている。州庁所在地までの直線距離は47 km、鉄道で66 km、車道で67.5 kmとなっている。ベレステーチコの日は、三位一体の日の翌日となっている。